# (347) Pariana
(347) Pariana est un astéroïde de la ceinture principale découvert par Auguste Charlois le 28 novembre 1892.